# AEGON International 2009 - Qualificazioni singolare maschile
Le qualificazioni del singolare maschile dell'AEGON International 2009 sono state un torneo di tennis preliminare per accedere alla fase finale della manifestazione. I vincitori dell'ultimo turno sono entrati di diritto nel tabellone principale. In caso di ritiro di uno o più giocatori aventi diritto a questi sono subentrati i lucky loser, ossia i giocatori che hanno perso nell'ultimo turno ma che avevano una classifica più alta rispetto agli altri partecipanti che avevano comunque perso nel turno finale.
Le qualificazioni del torneo AEGON International  2009 prevedevano 23 partecipanti di cui 4 sono entrati nel tabellone principale.

## Teste di serie
1. Vince Spadea (ultimo turno)
2. Horacio Zeballos (secondo turno)
3. Frank Dancevic (Qualificato)
4. Brydan Klein (Qualificato)

1. Alex Bogdanović (Qualificato)
2. Lukáš Dlouhý (ultimo turno)
3. Robert Smeets (secondo turno)
4. Tatsuma Itō (Qualificato)

## Qualificati
1. Tatsuma Itō
2. Alex Bogdanović

1. Frank Dancevic
2. Brydan Klein

## Tabellone

### Legenda
| - Q = Qualificato - WC = Wild card - LL = Lucky loser | - ALT = Alternate - SE = Special Exempt - PR = Protected Ranking | - w/o = Walkover - r = Ritirato - d = Squalificato |

### Sezione 1
|  | Primo turno    | Primo turno    | Primo turno    | Primo turno | Primo turno |  |  | Secondo turno | Secondo turno | Secondo turno | Secondo turno | Secondo turno |   |   | Ultimo turno | Ultimo turno | Ultimo turno | Ultimo turno | Ultimo turno |  |
|  |                |                |                |             |             |  |  |               |               |               |               |               |   |   |              |              |              |              |              |  |
|  |                |                |                |             |             |  |  |               |               |               |               |               |   |   |              |              |              |              |              |  |
|  |                |                |                |             |             |  |  | 1             | Vince Spadea  | Vince Spadea  | 6             | 6             |   |   |              |              |              |              |              |  |
|  | Liam Broady    | Liam Broady    | Liam Broady    | 6           | 6           |  |  |               | Liam Broady   | Liam Broady   | 1             | 3             |   |   |              |              |              |              |              |  |
|  | David Thomson  | David Thomson  | David Thomson  | 4           | 2           |  |  |               |               |               |               |               |   |   | 1            | Vince Spadea | 7            | 5            | 3            |  |
|  | Joshua Milton  | Joshua Milton  | Joshua Milton  | 6           | 6           |  |  |               |               | 8             | Tatsuma Itō   | 63            | 7 | 6 |              |              |              |              |              |  |
|  | Oliver Golding | Oliver Golding | Oliver Golding | 2           | 2           |  |  |               | Joshua Milton | Joshua Milton | 5             | 5             |   |   |              |              |              |              |              |  |
|  |                |                |                |             |             |  |  | 8             | Tatsuma Itō   | Tatsuma Itō   | 7             | 7             |   |   |              |              |              |              |              |  |
|  |                |                |                |             |             |  |  |               |               |               |               |               |   |   |              |              |              |              |              |  |

### Sezione 2
|  | Primo turno        | Primo turno        | Primo turno | Primo turno | Primo turno |  |  | Secondo turno | Secondo turno    | Secondo turno    | Secondo turno   | Secondo turno |   |   | Ultimo turno | Ultimo turno  | Ultimo turno | Ultimo turno | Ultimo turno |  |
|  |                    |                    |             |             |             |  |  |               |                  |                  |                 |               |   |   |              |               |              |              |              |  |
|  |                    |                    |             |             |             |  |  |               |                  |                  |                 |               |   |   |              |               |              |              |              |  |
|  |                    |                    |             |             |             |  |  | 2             | Horacio Zeballos | Horacio Zeballos | 6(1)            | 3             |   |   |              |               |              |              |              |  |
|  | Julian Knowle      | Julian Knowle      | 6           | 4           | 6           |  |  |               | Julian Knowle    | Julian Knowle    | 7               | 6             |   |   |              |               |              |              |              |  |
|  | Davide Sanguinetti | Davide Sanguinetti | 2           | 6           | 3           |  |  |               |                  |                  |                 |               |   |   |              | Julian Knowle | 5            | 7            | 6(1)         |  |
|  | George Morgan      | George Morgan      | 6           | 3           | 6           |  |  |               |                  | 5                | Alex Bogdanović | 7             | 6 | 7 |              |               |              |              |              |  |
|  | Jack Carpenter     | Jack Carpenter     | 2           | 6           | 4           |  |  |               | George Morgan    | George Morgan    | 1               | 2             |   |   |              |               |              |              |              |  |
|  |                    |                    |             |             |             |  |  | 5             | Alex Bogdanović  | Alex Bogdanović  | 6               | 6             |   |   |              |               |              |              |              |  |
|  |                    |                    |             |             |             |  |  |               |                  |                  |                 |               |   |   |              |               |              |              |              |  |

### Sezione 3
|  | Primo turno       | Primo turno       | Primo turno       | Primo turno | Primo turno |  |  | Secondo turno | Secondo turno  | Secondo turno  | Secondo turno | Secondo turno |   |   | Ultimo turno | Ultimo turno   | Ultimo turno   | Ultimo turno | Ultimo turno |  |
|  |                   |                   |                   |             |             |  |  |               |                |                |               |               |   |   |              |                |                |              |              |  |
|  |                   |                   |                   |             |             |  |  |               |                |                |               |               |   |   |              |                |                |              |              |  |
|  |                   |                   |                   |             |             |  |  | 3             | Frank Dancevic | Frank Dancevic | 6             | 6             |   |   |              |                |                |              |              |  |
|  | Daniel Evans      | Daniel Evans      | Daniel Evans      | 6           | 6           |  |  |               | Daniel Evans   | Daniel Evans   | 3             | 1             |   |   |              |                |                |              |              |  |
|  | Ahmed El Menshawy | Ahmed El Menshawy | Ahmed El Menshawy | 2           | 3           |  |  |               |                |                |               |               |   |   | 3            | Frank Dancevic | Frank Dancevic | 6            | 6            |  |
|  | Ross Hutchins     | Ross Hutchins     | Ross Hutchins     | 6           | 6           |  |  |               |                | 6              | Lukáš Dlouhý  | Lukáš Dlouhý  | 2 | 2 |              |                |                |              |              |  |
|  | Jarryd Bant       | Jarryd Bant       | Jarryd Bant       | 1           | 0           |  |  |               | Ross Hutchins  | Ross Hutchins  | 4             | 6(0)          |   |   |              |                |                |              |              |  |
|  |                   |                   |                   |             |             |  |  | 6             | Lukáš Dlouhý   | Lukáš Dlouhý   | 6             | 7             |   |   |              |                |                |              |              |  |
|  |                   |                   |                   |             |             |  |  |               |                |                |               |               |   |   |              |                |                |              |              |  |

### Sezione 4
|  | Primo turno     | Primo turno     | Primo turno     | Primo turno | Primo turno |  |  | Secondo turno | Secondo turno    | Secondo turno    | Secondo turno | Secondo turno |    |    | Ultimo turno | Ultimo turno | Ultimo turno | Ultimo turno | Ultimo turno |  |
|  |                 |                 |                 |             |             |  |  |               |                  |                  |               |               |    |    |              |              |              |              |              |  |
|  |                 |                 |                 |             |             |  |  |               |                  |                  |               |               |    |    |              |              |              |              |              |  |
|  |                 |                 |                 |             |             |  |  | 4             | Brydan Klein     | Brydan Klein     | 6             | 7             |    |    |              |              |              |              |              |  |
|  |                 |                 |                 |             |             |  |  |               | Daniel Smethurst | Daniel Smethurst | 3             | 62            |    |    |              |              |              |              |              |  |
|  |                 |                 |                 |             |             |  |  |               |                  |                  |               |               |    |    | 4            | Brydan Klein | 62           | 7            | 7            |  |
|  | Raven Klaasen   | Raven Klaasen   | Raven Klaasen   | 6           | 6           |  |  |               |                  |                  | Raven Klaasen | 7             | 63 | 64 |              |              |              |              |              |  |
|  | Sudanwa Sitaram | Sudanwa Sitaram | Sudanwa Sitaram | 1           | 2           |  |  |               | Raven Klaasen    | Raven Klaasen    | 6             | 6             |    |    |              |              |              |              |              |  |
|  |                 |                 |                 |             |             |  |  | 7             | Robert Smeets    | Robert Smeets    | 2             | 1             |    |    |              |              |              |              |              |  |
|  |                 |                 |                 |             |             |  |  |               |                  |                  |               |               |    |    |              |              |              |              |              |  |